# Władisław Illicz-Switycz
Władysław Markowicz Illicz-Switycz (ros. Владислав Маркович Иллич-Свитыч) (ur. 12 września 1934 w Kijowie, zginął 22 sierpnia 1966 w wypadku samochodowym koło wsi Obrazcowo pod Moskwą) – językoznawca, etymolog, slawista, bałtolog i nostratysta, badacz akcentuacji bałto-słowiańskiej, twórca naukowej fonologii i gramatyki historycznej języków nostratycznych.

## Działalność naukowa
Illicz-Switycz był pracownikiem naukowym Instytutu Słowianoznawstwa Akademii Nauk SSSR. Podejmował badania w zakresie etymologii, fonetyki i akcentuacji języków słowiańskich, bałtyckich i germańskich. Był twórcą dwóch praw akcentuacyjnych.
Położył podstawy pod rozwój językoznawstwa nostratycznego, zestawiając słownictwo języków indoeuropejskich, uralskich, ałtajskich, kartwelskich, drawidyjskich i afro-azjatyckich. Badał fonologię prajęzyków i na ich podstawie odtwarzał fonologię nostratyczną.

## Prace naukowe (wybrane)

### Badania w zakresie akcentuacji bałto-słowiańskiej
- Именная акцентуация в балтийском и славянском, Moskwa 1963
- Nominal Accentuation in Baltic and Slavic, translated by R. L. Leed and R. F. Feldstein, Cambridge, London 1979: the MIT Press. (tłumaczenie ang. monografii z roku 1963)

### Badania nostratyczne
- Древнейшие индоевропейско-семитские языковые контакты, w pracy zbiorowej: Проблемы индоевропейского языкознания, Moskwa 1964
- Материалы к сравнительному словарю ностратических языков (индоевропейский, алтайский, уральский, дравидийский, картвельский, семито-хамитский), „Этимология 1965”, Moskwa 1966.
- Соответствия смычных в ностратических языках, „Этимология 1966”, Moskwa 1968
- Опыт сравнения ностратических языков (семитохамитский, картвельский, индоевропейский, уральский, дравидийский, алтайский). Введение. Сравнительный словарь, tomy 1-3. Moskwa 1971-1984: Наука. (edycja pośmiertna)